# Stolonica laevis
Stolonica laevis är en sjöpungsart som beskrevs av Monniot 2002. Stolonica laevis ingår i släktet Stolonica och familjen Styelidae. Inga underarter finns listade i Catalogue of Life.